# Dödens grupp
Dödens grupp är ett begrepp i sport för en kvalgrupp där det finns fler på förhand starka lag, än det finns slutspelsplatser. Begreppet har troligtvis existerat före världsmästerskapet i fotboll 1958, men det var då det blev ett känt begrepp över hela världen. I Sverige använde man sig dock då av det mildare uttrycket "giganternas kamp". Sistnämnda uttryck kan dock även avse till exempel en final eller individuell tävling där många framgångsrika idrottare deltar.

## Herrar

### Grupp 4,Världsmästerskapet i fotboll 1958i Sverige
Det var alltså denna grupp som sades vara världens första dödens grupp. Den bestod av de för tiden största fotbollsnationerna Brasilien, England, Sovjetunionen och Österrike. Brasilien vann gruppen utan att släppa in ett enda mål. Den enda poängförlusten kom mot England i en match som slutade oavgjort. I sista omgången hade England saken i egna händer och eftersom Brasilien tidigt tog ledningen mot Sovjet såg det väldigt ljust ut för England. Dock så misslyckades England med att besegra gruppjumbon Österrike vilket gjorde att England och Sovjet hamnade på samma poäng och omspel väntade. I detta omspel vann Sovjet med 1-0 och gjorde Brasilien sällskap till kvartsfinalsspelet, medan England gick samma öde till mötes som Österrike och tvingades lämna mästerskapet. 
Grupp 4 spelade sina matcher på Nya Ullevi i Göteborg, Ryavallen i Borås och på Rimnersvallen i Uddevalla. 
- England-Sovjet  2-2 (0-1)
- Brasilien-Österrike 3-0 (2-0)
- Brasilien-England 0-0
- Österrike-Sovjet 0-2 (0-1)
- Brasilien-Sovjet 2-0 (1-0)
- England-Österrike 2-2 (0-1)

- Brasilien 5 poäng
- Sovjet 3 poäng
- England 3 poäng
- Österrike 1 poäng

Omspel om andra och tredje plats: England-Sovjet 0-1 (0-0)

### Grupp F,Världsmästerskapet i fotboll 2002i Japan/Sydkorea
Det svenska begreppet Dödens grupp fick sitt stora genomslag efter lottningen till fotbolls-VM 2002. Ur första seedningsgruppen placerades Argentina i grupp F. Ur den andra seedningsgruppen lottades Sverige in i samma grupp. England hade hamnat i den tredje seedningsgruppen. De lottades också in i grupp F. Nu började det viskas bland folk i lokalen om grupp F. Nigeria hamnade sedan också i gruppen. Argentina, av många favoriter till att vinna guldet, Sverige, som gått obesegrade genom kvalet, England som traditionellt starka och de olympiska mästarna Nigeria skulle göra upp i Grupp F. I korridorerna började reportrar tala om "Group of death" och "Grupo de la muerto". På de svenska sportbilagornas förstasidor stod det dagen efter att läsa "Sverige i dödens grupp". 
Sverige inledde med att spela 1-1 mot England. Sveriges mål gjordes av Niclas Alexandersson. Man fortsatte med att besegra Nigeria med 2-1, efter två mål av Henrik Larsson. För att gå vidare från gruppen behövde Sverige spela minst oavgjort mot Argentina. Argentina var tvingade att vinna om de skulle få stanna kvar i VM. Argentina dominerade matchen, men i den 59 minuten, i ett av Sveriges få anfall, blev Henrik Larsson kapad, vilket resulterade i en frispark. Mittfältaren Anders Svensson, skolad i Elfsborg, bad om att få ta den, och han gjorde mål. Att Argentina senare kvitterade till 1-1 i slutet av matchen efter en retur på en straff spelade ingen roll, de åkte ändå ur turneringen. Sverige vann dödens grupp på fler gjorda mål än England (som i kraft av placeringen som tvåa också gick vidare).
- England - Sverige 1-1 (1-0)
- Argentina - Nigeria 1-0 (0-0)
- Sverige - Nigeria 2-1 (1-1)
- Argentina - England 0-1 (0-1)
- Sverige - Argentina 1-1 (0-0)
- Nigeria - England 0-0

- Sverige 5 poäng
- England 5 poäng
- Argentina 4 poäng
- Nigeria 1 poäng

Då Sverige gått vidare från "dödens grupp" hade Sportbladet en dödskalle på framsidan, med texten "Vi lever".

### Grupp D, EM i fotboll 2004
Denna grupp innehöll Lettland, Tyskland, Tjeckien och Nederländerna. Den fick direkt benämningen dödens grupp. Det blev en kamp in i det sista. Slutligen gick Nederländerna och Tjeckien vidare.

### Grupp C, VM i fotboll 2006 i Tyskland
Efter lottningen av grupperna till VM i fotboll 2006 i Tyskland stod det klart att en grupp var svårare än alla andra. I grupp C återfanns Argentina, Serbien och Montenegro, Nederländerna och Elfenbenskusten. Heidi Klum ledde lottningen, och den serbiska dagstidningen Blics kommentar efter lottningen var: Heidi Klum har skickat oss till helvetet.

### Grupp C, EM i fotboll 2008 i Österrike och Schweiz
Grupp C, med Nederländerna, Italien, Rumänien och Frankrike kallas dödens grupp

### Grupp G, VM i fotboll 2010 i Sydafrika
Grupp G, med Brasilien, Nordkorea, Elfenbenskusten och Portugal kallas dödens grupp.

### Grupp B, EM i fotboll 2012 i Polen och Ukraina
Grupp B, med Tyskland, Portugal, Nederländerna och Danmark kallas dödens grupp.

### Grupp D, VM i fotboll 2014 i Brasilien
Grupp D, med Uruguay, Costa Rica, England och Italien kallas dödens grupp.

### Grupp D, EM i fotboll 2016 i Frankrike
Grupp D, med Spanien, Tjeckien, Turkiet och Kroatien kallas dödens grupp.

## Damer

### Grupp A,Fotbolls-VM 2003
I Världsmästerskapet i fotboll för damer 2003 kallade journalisterna den grupp som Sverige spelade i, Grupp A, för "dödens grupp". 
Sveriges tre motståndare var USA, Nordkorea och Nigeria.  Och Sverige och de två första betraktades som guldkandidater. Det svenska damlandslaget i fotboll gick emellertid vidare efter att ha kommit tvåa i gruppen, gick sedan ända till final och tog silvermedalj.

### Grupp B,Fotbolls-VM 2007
I Världsmästerskapet i fotboll för damer 2007 kallades grupp B, återigen med Sverige, USA, Nordkorea och Nigeria, för "dödens grupp". USA och Nordkorea gick vidare.